# Leptogenys vindicis
Leptogenys vindicis är en myrart som beskrevs av Bolton 1975. Leptogenys vindicis ingår i släktet Leptogenys och familjen myror. Inga underarter finns listade i Catalogue of Life.